# Pogrom de Kunmadaras
Le pogrom de Kunmadaras est une émeute antisémite qui a lieu à Kunmadaras, en Hongrie, peu après la fin de la Seconde Guerre mondiale.
Ce pogrom est commis le 22 mai 1946. D'après l'Agence télégraphique juive, quatre Juifs sont assassinés.
L'émeute commence sur la place du marché avec une manifestation spontanée comme une personne soupçonnée de se livrer à des pratiques commerciales déloyales (en). Comme le métier traditionnel des Juifs dans cette région est le commerce, l'image de commerçant déloyal se superpose à celle des Juifs. L'émeute dégénère en pogrom antisémite. La foule devient encore plus enragée quand des rumeurs circulent sur l'enlèvement d'enfants chrétiens par des Juifs. L'historien Péter Apor formule une observation originale sur les auteurs du pogrom quand ils sont traduits en justice : « le tribunal populaire s'est débrouillé pour produire le récit d'un pogrom antisémite sans y inclure les victimes juives ». Le pogrom est décrit comme une résurgence du fascisme en Hongrie, orchestré contre la toute jeune démocratie populaire.
Le 26 juillet 1946, neuf émeutiers sont condamnés pour leur participation aux violences : trois sont condamnés à mort et d'autres à six années d'emprisonnement.